# Kvæfjord
68°46′21″N 16°10′17″Ø / 68.77250°N 16.17139°Ø
Kvæfjord kommune (samisk: Giehtavuona gielda) ligger på den store ø Hinnøya i Troms og Finnmark fylke i Norge. Den er den vestligste kommune i fylket. Den grænser i nord til Andøy, i øst til Harstad, i syd til Tjeldsund og Lødingen, og i vest til Sortland. Kommunecenteret Borkenes har et indbyggertal på ca 1.500.
De fleste arbejdspladser i Kvæfjord hører under den offentlig forvaltning. Kommunen har traditionelt været et landbrugsområde. Nutidens landbrug koncentrerer sig om husdyrhold. I 2009 var der 73 landbrug som søgte produktionsstøtte. Fårehold og mælke- og kødproduktion af tamkvæg som er vigtigst, men også hønsehold til ægproduktion og svinehold er af betydning.
Tre områder i kommunen er naturreservater: Gapøy naturreservat, Gapøyholman naturreservat og Gullesfjordbotn naturreservat.
Kvæfjord er kendt for sine lange landbrugstraditioner og store afgrøder med fine jordbær og kartofler. Fjorden har også i århundrer vært kendt for sit gode sildefiskeri og naturskønne landskaber. 
Lidt nord for Borkenes lå Nord-Norges diakonistiftelses institution for psykisk udviklingshæmmede. Institutionen åbnede i 1954 og blev nedlagt i 1991  på grund af HVPU-reformen (ansvarsreformen i helsevernet for psykisk utviklingshemmede), som overgav ansvaret for omsorg og uddannelse for de psykisk udviklingshæmmede til hjemkommunerne. Kvæfjord er fortsat en omsorgskommune på grund af at mange af de psykisk udtviklingshæmmede valgte at bosætte sig i kommunen efter nedlæggelsen. I en af den tidlige institutions bygninger ligger museet Trastad Samlinger, Norges eneste museum for psykisk udviklingshæmmedes historie. 

## Kommunens bygder
Befolkningstætheden er størst på nordsiden af Kvæfjorden. Bygderne Vikeland, Gåra, Strand, Trastad og Dale er beliggende i nærheden af Borkenes.  Udenfor Dale ligger bygderne Utstrand, Elde og Bremnes, og indenfor ligger Vik, Straumen og Storjord. I Gullesfjorden ligger Hemmestad, Refsnes, Flesnes og Langvassbukt. Kveøya har bygderne Hundstad og Vebostad. 
- Borkenes der er kommunens administrationscenter, havde i 2017 ca. 1.500 indbyggere. Byen ligger på den nordøstlige side af Kvæfjorden, og har blandt andet to dagligvareforretninger, post i butik, bankfilial, isenkram, kiosk/gadekøkken og foto- og blomsterforretning. Kvæfjord rådhus og rådhuspladsen er det naturlige centrum i byen.
- Storjord, eller Storjorda, ligger i den østlige del af kommunen. Bygden er en blanding af kulturlandskab med landbrug, udmarker og naturområder. Storjord bliver delt af en bjerggrund med og uden kalk, som  gør at den overvejende del af landskabet er meget frugtbar, og at området uden kalk er mere præget som et fjeldlandskab. Omkring Storjord er der et let tilgængelig turområde med gode fiskemuligheder.
- Vikelands tre gårde er fra omkring 1890. Broen Vikelandsbrua er en stenbjælkebro, som stod færdig i 1900. Elven Vikelandselva har flere vandmøller som  har været brugt til maling af korn og bearbejdning af tøj og skind.
- Vebostad eller Vebbestad på øen Kveøya. Som en gammel hovedgård, blev Vebostad centrum i Kvæfjord i middelalderen, og var Kvæfjords tingsted. I 1600-tallet var Vebostad-bonden Kvæfjords bondelensmand.  Gjertrud Rasch, som giftede sig med Hans Egede, var fra Vebostad, og var datter af bondelensmand Niels Rasch. I 1946  blev der rejst en mindesten for Gjertrud Rasch i Vebostad. 1896 gik gården Vebostad konkurs. Den blev da delt op i fire, og solgt som mindre enheder til nye folk. Senere blev et husmandssted også til en femtedel af det som i dag er Vebostad.
- Flesnes ligger på vestsiden af Gullesfjorden, ligger beskyttet af en række holme nogle hundrede meter fra land og har fra gammel tid været kendt som en god havn. Flesnesdalen med elven Flesneselva ender i den nordlige del af bygden og går ca. 10 km i retning mod nordvest. En del af bygdens landbrugsjord er meget frugtbar, der er i dag kun en gård tilbage, men en del af markerne høstes af gårdene i nabobygderne. Der dyrkes mest græs, men også en del grønsager og jordbær. Fra færgelejet i Flesnes sejler en bilfærge ca. en gang hver time dagligt over til østsiden af Gullesfjorden til Refsnes, hvor der er landevejsforbindelse til Borkenes og Harstad. Ved færgelejet ligger der en lystbådehavn. På stedet finder man også Flesnes Kirkegård.  Flesnes har også en folkeskole som dækker området fra Holand til Våtvoll.
- Langvassbukta  ligger ved Gullesfjorden. I Langvassbukta ligger trækirken Langvassbukt kapell, bygget i 1981. Inde i Langvassdalen, hvor riksvei 85 går over mod Sortland og Vesterålen, findes der et område hvor man kan finde multebær i august. Søen Langvatnet ligger idyllisk langs vejen.
- Hemmestad var den gamle hovedby i Kvæfjord fra 1800 til 1900 med Hemmestad brygge som et naturlig midtpunkt. Stedet ligger på østsiden af Gullesfjorden, ca. 7 kilometer nord for Refanes fergested. Den gamle købmandsgård står intakt med krambod, handels- og postkontor, lagerrum og museumsudstillinger. Udenfor har man genskabt det  gamle bygningsmiljø omkring bryggen, blandt andet med en naust , hvor man kan se hvordan bådene bliver vedligeholdt.
- Våtvoll ligger mellem Langvassbukta og Gullesfjordbotn. Før der blev en fast vejforbindelse med både Vesterålen og Lødingen, anløb der en postbåd fra Harstad. På brygga ved Halvardsneset var der  indtil omkring 1975 en købmand. De vigtigste erhverv var indtil 2. verdenskrig en kombination af landbrug og fiskeri. De fleste nuværende beboere i bygden arbejder enten i Vesterålen Sortland) eller i Lødingen. I udkanten, nord for bygden, ligger forsamlingshuset Våtvoll grendehus.
- Moelv ligger på den østlige side af Gullesfjorden. Skolen, der blev nedlagt i 1990erne, blev i 1995 bygdens forsamlingshus.
- Gullesfjordbotn ligger i den inderste del af Gullesfjorden. Stedet blev et trafikknudepunkt i 2007, da Lofastforbindelsen åbnede. I Gullesfjordbotn ligger rundkørslen som binder europavei 10 fra Lødingen mod Lofoten sammen med riksvei 85 fra Lødingen mod Vesterålen. Fylkesvei 103 går fra rundkørslen og langs østsiden af fjorden, til Gullholm. Ved siden af bygden ligger der en campingplads. En del af området er Gullejordbotn naturreservat, som er strandenge med et rigt fugleliv. Reservatet har et areal på ca. 30 hektar, hvoraf ca. 13 hektar er landareal og ca. 18 hektar er ferskvandsareal.
- Gullholm ligger på østsiden af Gullesfjorden, ved enden af en ni kilometer lang vej som begynder i Gullesfjordbotn. Fra gammel tid har Gullholm været et landbrugsområde hvor man levede af det gården og fjorden gav. Tidligere var den nærmeste købmand i Våtvoll på den anden side af  fjorden, mens man nu må til Sigerfjord, Sortland eller Lødingen for at handle. Fra Gullholm kan man af og til se en havørn hente småfisk i havoverfladen. Ved siden af bygden ligger søen Ingeborgvatnet (511 moh.). Ved søen står der en sten/træ-kåte som mange benytter om sommeren og som også indeholder sengepladser og gæstebog.

## Kommunens øer
- Kveøya er en ø  med ca. 120 indbyggere i Kvæfjorden, og deler denne i to sunde: Bygdesundet på nordsiden, og Øysundet på sydsiden. Øen strækker sig ca. 10 km fra Hundstadneset i sydøst til Øynes i nordvest, og har et areal på 7,20 km². Det højeste punkt på øen er 267 moh. Øen er frugtbar, med store landbrug, og er beboet på syd- og vestsiden. Nordøstsiden af øen er stejl og der findes ikke hverken  bebyggelse eller frugtbar jord. Efter at Kvæfjord kommune byggede broforbindelse til Hinnøya, gav Troms fylkesråd i december 2006 en bevilling på 20 millioner kroner til at bygge Kveøybroen til Salskjærene. Byggeriet startede i efteråret 2007, og broen åbnede den 25. september 2010 og  erstattede færgeforbindelsen til Borkenes.
- Gapøya er en ø i Kvæfjorden med et areal på ca. 4,5 km². Øen der har været ubeboet siden 1971, ligger mellem Godfjorden og Kvæfjorden. Øens højeste punkt er 270 moh. Gapøyas sydlgere del var tidligere beboet, men husene benyttes nu som fritidshuse. Nord for Gapøya ligger holmene Gapøyholman, Storholmen og nogle mindre holme. Den overvejende del af Gapøya er i dag et naturreservat, under navnet Gapøya naturreservat.

Fra Wikipedia 
- Forøya ligger i Gullesfjorden. Højeste punkt på øen er 133 moh. Øen var tidligere beboet. På det tidligere beboede område kan man finde2–3 hustomter og spor af marker. Der findes sandsynligvis flere spor af bosætninger, men de er nu overgroet af græs og vanskelig at identificere nøjagtig. Forøysæter ligger lige nord for Langvassbukta på vestsiden af fjorden, og var gårdens sæter. Forøysundet, vest for øen, er lavvandet med ler- og sandbund. Sundet egner sig som havn for lystbåde.

## Geografi
Kommunen ligger omkring fjordene Kvæfjorden og Gullesfjorden, samt Gullesfjordens sidefjord Austerfjorden. Kvæfjorden deles i to sunde af Kveøya. Sundet på nordsiden kaldes Bygdesundet, og på sydsiden Øysundet. Yderst i fjorden ligger  øerne Gapøya og Gapøyholman. Tidligere omfattede kommunen også Godfjorden, som blev overført til Sortland kommune 1. januar 2000.
Omkring Gullesfjorden, i den sydvestlige del af kommunen, er der høje og spidse fjelde med bratte skråninger. Det højeste punkt i Kvæfjord, 1.116 moh., er på fjeldet Reinspælen, som ligger vest for Gullesfjorden. I nord og øst er der mere afrundede fjelde, bredere dale og mere viddelandskab, som på Melåheia. De fleste vandløb i kommunen er små og næringsfattige.
Bortset fra i området Straumsbotn–Storjord, ligger det meste af bebyggelsen som et smalt bælte langs kystlinjen.
Riksvei 83 går fra Harstad ind i Kvæfjord kommune over Kvæfjordeidet, og den tre km lange riksvei 849 går fra Gåra ind til kommunecenteret Borkenes. Riksvei 83 går så forbi de inderste gårde i Kvæfjorden, langs Øysundet og Gullesfjorden, og krydser den med færgeforbindelsen Refsnes–Flesnes. I Langvassbukt møder vejen riksvei 85, som går fra europavej 10 i Gullesfjordbotn mod Sortland. Europavej 10 fra Lødingen mod Lofoten går gennem den sydligste del af kommunen.

## Historie
Gravhøje, bautasten og udgravninger fortæller at der har været faste bosætninger i Kvæfjord siden jernalderen, og på gården Vebostad på Kveøya er det spor som viser at gården har vært beboet siden ca. 300 f.Kr.. I forbindelse med bygingen af Kveøyforbindelsen foretog Tromsø Museum udgravninger i Hundstad, nabogården til Vebostad. Der blev fundet ti gravrøser, stolpehuller, og spor af to eller tre huse, samt plovspor. Andre spor fra jernalderen og vikingtiden er gårdsnavnene. Vebostad kommer af det norrøne ordet vé, helligdom, og bosted, så det har tydeligvis været et hov eller en offerplads på denne gård. Det samme gælder for Strand, i gammel form Véstrónd, som er nabogården til Rå, i dag kirkested, som måske også har været et hedensk hov.  
På fjeldet Melåaksla over Austerfjorden er det bygget 30 skydeskjul af sten ved en utilgængelig fjeldsti som de vilde rensdyr bruger som trækvej. Dette fangstanlæg ligger centralt på Hinnøya, og rensdyrene kan have blevet jaget fra Lødingen-området og Jonsheimen mod fangstanlægget, hvor omkring 50 mennesker kan have været med til jagten. Alderen på anlægget er vanskelig at fastslå, men det blev sandsynligvis bygget før Den lille istid forandrede fangstforholdene, og på grund af mangelen på omtale i skriftlige kilder kan den have været brugt allerede før år 1000.  
Hans Egedes kone Gjertrud Rasch (1673-1735) er født på Kveøy. Hun var datter af Kvæfjords bondelensmand Niels Nielsen Rasch, som drev gården Vebostad.

## Klima
Kvæfjord har et typisk kystklima, og er beskyttet af høje fjelde. Landbruget har desuden fordel af de sydvendte marker og de lyse nætter i midnatssol. Kolde vinde fra Ishavet stå direkte ind i  fjorden, og efter perioder med varme sommerdage kan tågen lægge sig i fjorden.
Der er stor forskel på nedbørsmængden i de forskellige dele af kommunen, i nord er det lidt nedbør sammenlignet med relativt meget i syd, som er en af de største i Norge.
Normalværdier for perioden 1961−1990 i tabellen nedenfor.
| Borkenes (36 moh.) | Periode 1961-1990 | jan  | feb  | mar | apr | maj  | jun  | jul  | aug | sep | okt | nov  | dec |
| Temperatur (°C)    | −2,8              | −2,5 | −1,0 | 1,9 | 6,4 | 10,2 | 12,6 | 12,1 | 8,3 | 4,3 | 0,4 | −1,9 | 4,0 |
| Nedbør (mm)        | 81                | 74   | 59   | 47  | 33  | 40   | 51   | 56   | 82  | 109 | 94  | 94   | 820 |

## Geologi
De geologiske forhold i Kvæfjord domineres af ældre, relative tunge forvitrede grundfjeldsbjergarter, hovedsagelig af granit, kvarts og feldspat . Vest og syd for Gullesfjorden er det gneis som har en alder på mere end 2,5 milliarder år. Fra Flesnes og et stykke nordover, samt på sydspidsen af Gapøya, findes der kvartsitt, og på Kveøya og i området mellem Borkenes og Moldvika ved Bremnes er der felter af grovkornet af de magmatiske bjergarter syenitt og kvartssyenitt. Andre, mørkere grundfjeldsbjergarter, som amfibolit, findes også i felter flere steder i kommunen.
Straumsbotndekket er et eget navn for laget af finkornige gneiser, kvartsitter og glimmerskifer, som ligger rundt om den lille fjord Straumsbotn.
Sedimentære bjergarter, afsætninger på havbunden fra den første del af jordens oldtid (kambrium og silur), er kalkholdige og skaber derfor et godt miljø for enkelte kalkkrævende planter, og er dermed vigtig for vegetationen. Afsætningerne som findes i Kvæfjord indeholder ikke organiske rester, så det er vanskelig at bestemme alderen nærmere.
I kommunen findes der smalle bælter af kalkspat marmor, fra bygden Storjord til Storvassbotn (Harstad), fra Målneset ved Vikeland til Tennvatnet (Harstad), langs den østlige kant af Steinvassfjellet-Keipfjellet og som en mindre forekomst i fjeldet ved bygden Bogen i Gullesfjorden. Glimmerskifer er også en sådan bjergart, og den findes med indslag af marmor i et bælte fra bygden Kongsvik i Tjeldsund kommune til Austerfjorden, i tillæg til ved bygden Gullholm.
I begyndelsen af det 20. århundrede blev der gjort forsøg med bjergværksdrift ved Kjengsnes i Austerfjorden og på Skår på Kveøya (jernmalm), i Straumsfjellet og på Berg (kobber), men dette var ikke lønsomt, og driften ophørte efter kort tid. Den mest vellykkede lokalitet var Skår, hvor der blev udvundet nogle tusinder tons jernmalm.
To istider har præget områdets geografi. Den første istid havde en så tyk iskappe at ingen af Kvæfjords fjelde kan have stukket op over isen. Isen dækkede hele fastlandet og de fleste af øerne udenfor, og formede dale og  fjeldvider. Den anden istid, som var meget mindre, har sat spor efter sig i form af både bundmoræner og sidemorener. Løsafsætningerne viser at isen har vært mindst 250 meter over det nuværende havniveau, og har bevæget seg vestover fra Vågsfjorden, over tangen Kvæfjordeidet, tværs over fjorden og over tanger ud mod øerne i vest.
Isen trykkede landet ned, og da isen smeltede, lettede trykket således at landet hævede sig. Dette vises af spor af strandlinjer i landskabet. Det ældste spor af en  gammel strandlinje i Kvæfjord ligger 90 meter over det nuværende havniveau, så landbrugene i Kvæfjord benytter sig altså af land som tidligere har været under vandet. Det skrånende landskabt har imidlertid gjort at marine-sedimenter er blevet vasket bort. Det må have været et tungt arbejde at rydde sten væk fra markerne, eftersom der er så meget bundmoræne i området, men resultatet blev godt.

## Seværdigheder
Kommunen har et rigt kulturlandskab med både gamle og nye kulturminder. Der går en kultursti fra Skallan ved Gåra til Rå hvor man kan se rester af et anlæg som skulle forsvare Harstad under 2. verdenskrig. 
- Kommunen har valgt to museer i kommunen som tusenårssteder. Det er Hemmestad brygge, som er et museumsanlæg der viser fiskeri- landbrugs- og handelshistorie fra Kvæfjord-området. Museumsanlægget har før været et handelssted, og drives af Sør-Troms Museum  og Trastadsamlinger.

- Trastad Samlinger er et museum lidt nord for Borkenes. Museet har et galleri som viser kunst lavet af psykisk udviklingshæmmede, samt en udstilling som viser hvordan forholdene var både før og i den tid da Trastad Gård var en institution for pleje, værn og oplæring af psykisk udviklingshæmmede. Den historiske udstilling viser en autentisk bo- og plejeafdeling for 23 mænd, son den så ud da den var ny i 1966. Museet viser både den positive udvikling i rettighederne for de såkaldte åndssvage, men viser også remme og tvangstrøjer som var i brug. I forbindelse med kunstgalleriet vises keramikarbejder som viser udviklingen for dem som blev stemplet som «ikke udviklingsdygtige». Trastad Samlinger er i dag en del af Sør-Troms museum.
- Nupen er et sted ved bygden Bremnes, lige ved kommunegrænsen til Harstad. Stedet er kendt for at være et af Norges bedste steder til at betragte midnatssolen. Der er en rasteplads med bænke, toilet og en informationsstavle. Fra Nupen er der udsigt til fjeldet Elgen og Indre Elgsnes, til Grøtavær, Andøya og Gapøya, og ud mod Norskehavet helt til horisonten mod nord.
- Størkersens Gårdsmuseum blev oprettet den 9. juni 1992 af daværende gårdsejer Per Størkersen. I 2000 blev gården overtaget af hans ældste søn Helge Johan Størkersen. Museet viser gårdens historie i mere end 200 år. Museet giver et indblik i livsforhold og livsvilkår på en traditionel bondegård.